# Gruppo delle Levanne
Il Gruppo delle Levanne è un massiccio montuoso situato tra Savoia, Piemonte e Valle d'Aosta. Appartiene alla Catena Levanne-Aiguille Rousse (e quindi alle Alpi di Lanzo e dell'Alta Moriana) nelle Alpi Graie.

## Caratteristiche
È delimitato a nord dal Colle del Carro (3.109 m), che lo separa del secondo gruppo della catena Levanne-Aiguille Rousse, il gruppo Cima d'Oin-Aiguille Rousse. Gli altri limiti del gruppo sono a sud il Colle Girard (3.034 m), che lo separa dalle Alpi di Lanzo e dell'Alta Moriana, mentre ad est la catena montagnosa si stempera nella Pianura Padana.
Il gruppo si trova tra il bacino della Stura di Lanzo (a sud-est), quello dell'Orco) (a nord-est) e quello dell'Arc (a ovest). All'interno dell'estremo orientale del gruppo montuoso si insinua inoltre il bacino del Malone. Orograficamente fa parte del gruppo anche l'area collinare che comprende l'Amiantifera di Balangero e l'altopiano della Vauda.

## Classificazione
La SOIUSA definisce il Gruppo delle Levanne come gruppo alpino e vi attribuisce la seguente classificazione:
- Grande parte = Alpi Occidentali
- Grande settore = Alpi Nord-occidentali
- Sezione = Alpi Graie
- Sottosezione = Alpi di Lanzo e dell'Alta Moriana
- Supergruppo = Catena Levanne-Aiguille Rousse
- Gruppo = Gruppo delle Levanne
- Codice =  I/B-7.I-C.8

## Suddivisione
La catena viene suddivisa in due sottogruppi:
- nodo delle Levanne (a)
- cresta Unghiasse-Bellavarda (b)

I due sottogruppi sono separati tra loro dal Colle della Piccola (2.705 m).

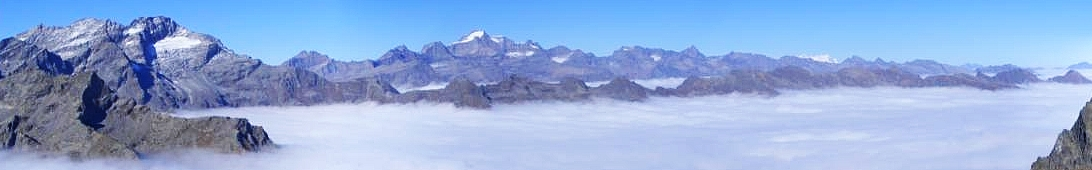
Il gruppo visto dalla Punta Rossa di Sea (sullo sfondo il Gran Paradiso)

## Montagne principali

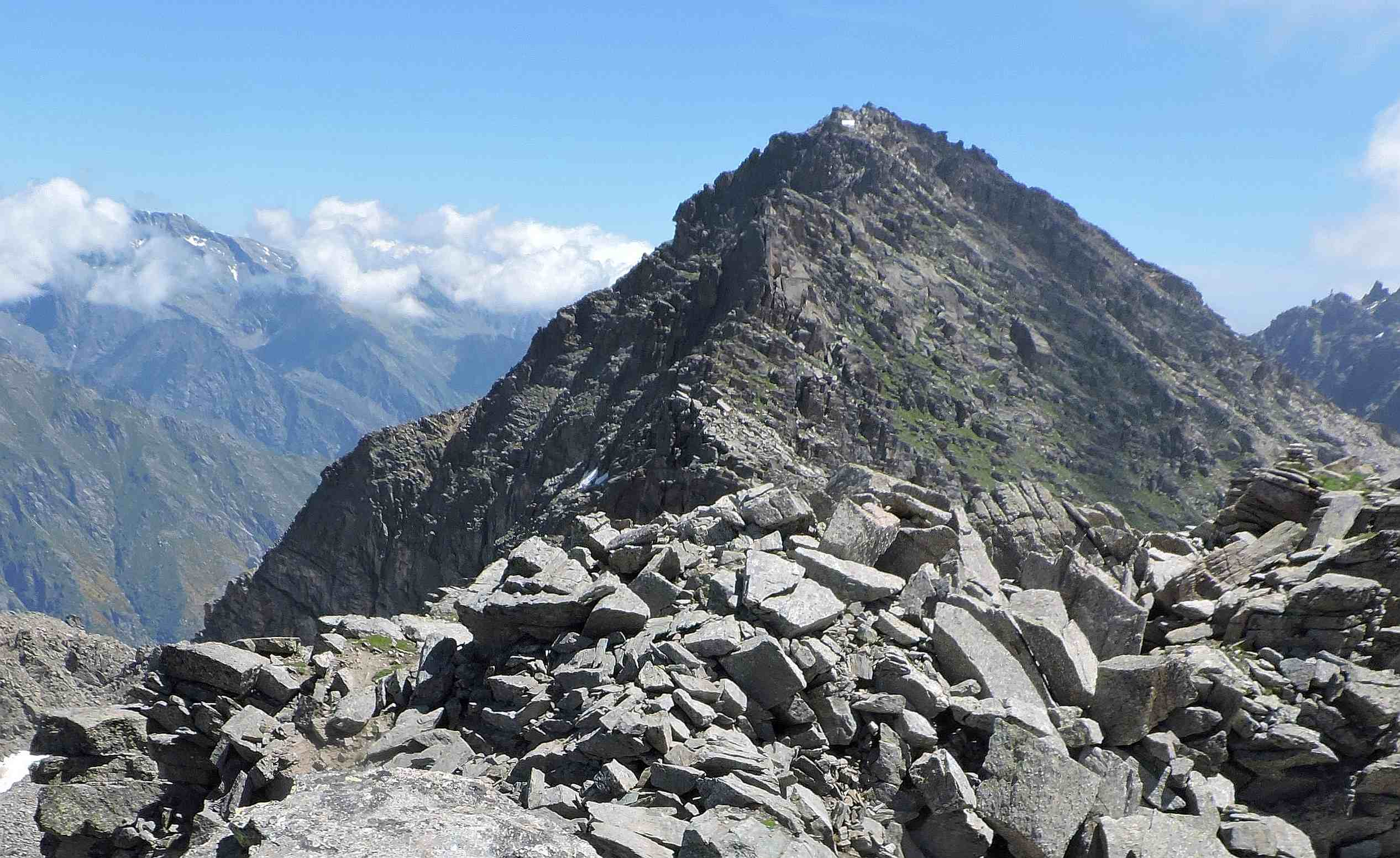
Il monte Unghiasse

- Levanna Centrale - 3.619 m
- Levanna Occidentale - 3.593 m
- Levanna Orientale - 3.555 m
- Levannetta - 3.439 m
- Punta Girard - 3.262 m
- Monte Unghiasse - 2.939 m
- Monte Bellagarda - 2.901 m
- Corno Bianco - 2.891 m
- Monte Barrouard - 2.858 m
- Cima delle Fasce - 2.860 m
- Cima della Crocetta - 2.830 m
- Gran Bernardè - 2.747 m
- Punta Pian Spigo -2.540 m
- Bellavarda - 2.345 m
- Monte Vaccarezza - 2.203 m
- La Cialma - 2.193 m
- Cima dell'Angiolino - 2.168 m
- Uja di Corio - 2.145 m
- Monte Soglio - 1.971 m
- Cima Mares - 1.654 m

## Rifugi alpini
Per favorire l'escursionismo e la salita alle vette il gruppo è dotato dei seguenti rifugi alpini.
- Nella parte occidentale del gruppo:
  - Rifugio Paolo Daviso - 2.280 m;
  - Rifugio Vittorio Raffaele Leonesi - 2.909 m;
  - Rifugio Guglielmo Jervis - 2.250 m;
- nella zona orientale, prossima alla pianura piemontese:
  - Rifugio Salvin - 1.550 m;[2]
  - Rifugio Peretti-Griva - 1.810 m, del CAI di Lanzo.[3]

## Sport invernali

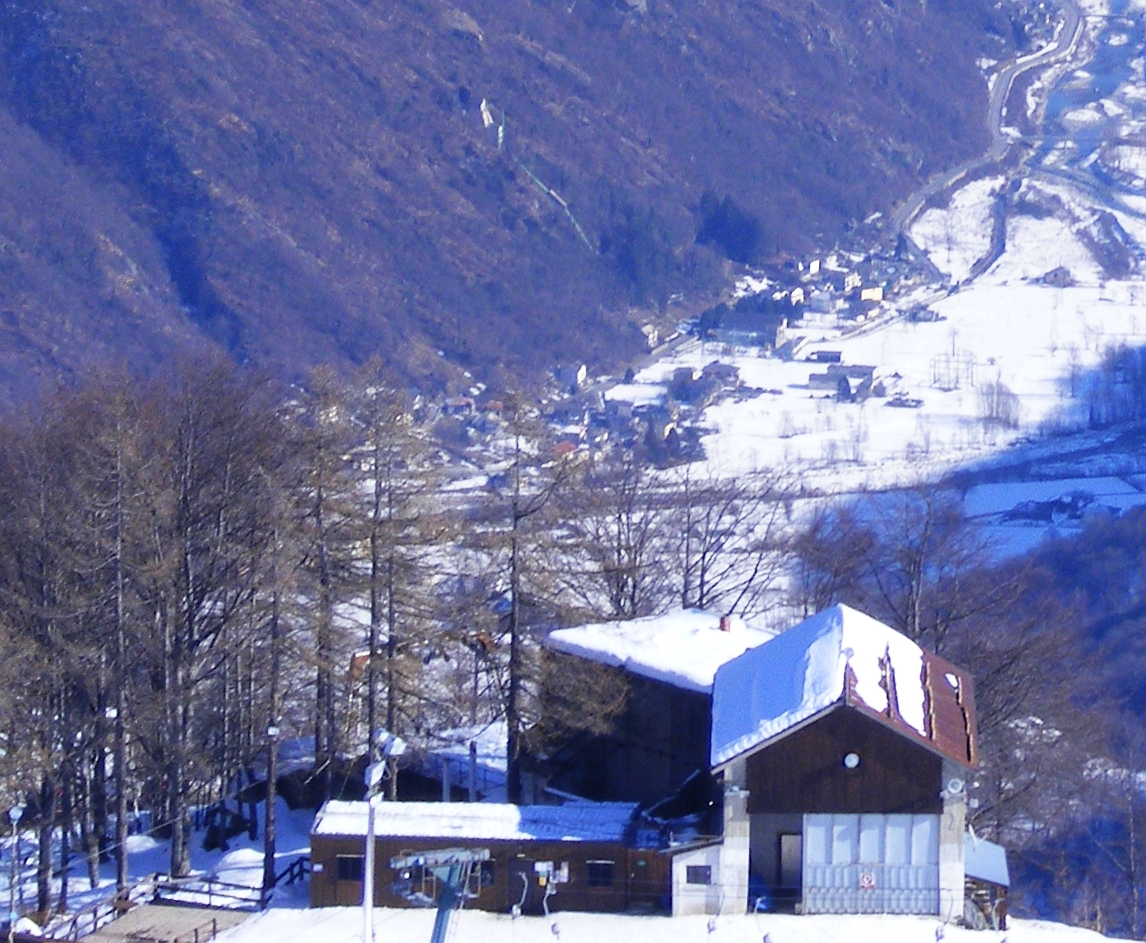
Stazione di valle dello skilift della Cialma

Nella parte nord-orientale del gruppo, in comune di Locana, si trova la piccola stazione sciistica della Cialma.

## Protezione della natura
Il versante nord-orientale delle Levanne ricade nel Parco Nazionale del Gran Paradiso mentre quello occidentale è in parte incluso nel Parco nazionale della Vanoise.

### Cartografia
- Cartografia ufficiale italiana dell'Istituto Geografico Militare (IGM) in scala 1:25.000 e 1:100.000, consultabile on line
- Cartografia ufficiale francese dell'Institut géographique national (IGN), consultabile online Archiviato il 13 novembre 2007 in Internet Archive.
- Istituto Geografico Centrale - Carta dei sentieri e dei rifugi scala 1:50.000 n. 2 Valli di Lanzo e Moncenisio